# Rihi Puhiwahine Te Rangi-hirawea

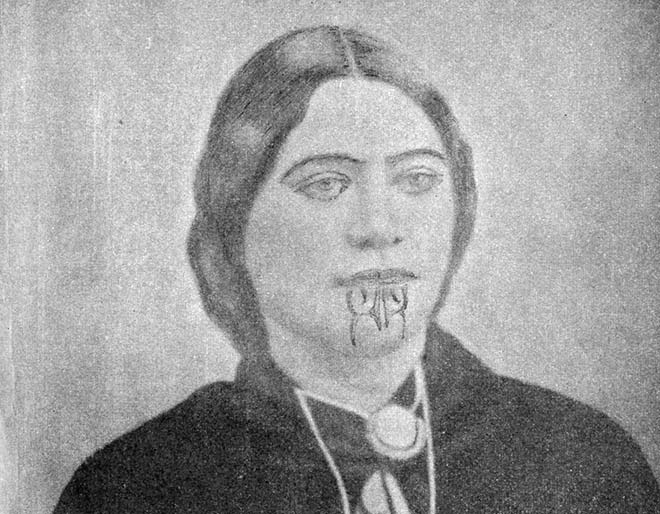
Rihi Puhiwahine Te Rangi-hirawea

Rihi Puhiwahine Te Rangi-hirawea (* 1816 im Pā Petania, am Taringamotu River, nahe Taumarunui, Neuseeland; † 18. Februar 1906 in Ōngarue, Ruapehu District, Region Manawatū-Whanganui) war eine neuseeländische Komponistin maorischer Abstammung. Sie erlangte Bedeutung durch ihre Arbeiten an maorischen Liedern, die unter der Bezeichnung Mōteatea bekannt wurden und Geschichten erzählen.

## Leben
Rihi Puhiwahine Te Rangi-hirawea wurde im Pā Petania, am Taringamotu River, nahe Taumarunui vermutlich im Jahr 1816 geboren. Ihre Wurzeln lagen in den Stämmen der Ngāti Tūwharetoa und Ngāti Maniapoto. Ihr Vater, Rāwiri Te Rangihirawea, auch als Te Wētini bekannt, stammte direkt von den Ngāti Tūwharetoa ab.
Die Traditionen ihres Volkes wurden ihr von ihrer Mutter, Hinekiore, vermittelt, von der sie die Stammeslieder und die richtige Technik des Poi (kleinen Ball an einer Schnur, der im Kreis geschwungen wird) und des Pūkana (starren Blick mit weit geöffneten Augen) erlernte. Sie zeigte sich als eine begabte Schülerin und wurde schon in jungen Jahren kompetent in den Kunstformen. Auf ihren Reisen, in denen sie ihre künstlerischen Fähigkeiten, ihren Witz und ihren Charme darbieten konnte, bekam sie viel Zuspruch und Anerkennung.
Auf einer ihrer Reisen, die ins Waipā-Tal stattfand, traf sie Puhiwahine Hauāuru, einen jungen Stammesführer des Matakore Hapū, der zum Stamm der Ngāti Maniapoto gehörte. Sie verliebte sich in ihn, aber ihre beiden Brüder Ketu und Maraku stimmten einer Heirat nicht zu, da Puhiwahine Hauāuru bereits verheiratet war und sie auf den Status einer Zweitfrau zurückgestuft worden wäre. Einige ihrer Lieder wurden durch ihre Liebe zu Puhiwahine Hauāuru inspiriert.
Rihi Puhiwahine Te Rangi-hirawea wurde zu Verwandten auf die Südinsel gebracht und lernte über Taiaroa, einen Chief der Ngāi Tahu einige Europäer kennen und ihre Sprache. Zuhause zurück, erfuhr sie, dass Puhiwahine Hauāuru mittlerweile drei Frauen hatte. Weitere Liebschaften mit anderen jungen Stammesführern folgten. Doch ihre Brüder wussten Bindungen zu ihnen jeweils zu verhindern.
Mitte der 1840er Jahre lernte Rihi Puhiwahine Te Rangi-hirawea den deutschstämmigen Johann Maximilian Goethe kennen, der sich in Neuseeland den englisch klingenden Namen John Gotty gegeben hatte. Sie heirateten und lebten eine Zeit lang zusammen bei ihrem Volk in Meringa, bevor sie nach Wanganui zogen. Gotty betrieb dort das Rutland Hotel. In den frühen 1870er Jahre zogen sie nach Matahiwi, 55 km nördlich von Wanganui.
1893 verstarb Gotty und ihre gesamte Gemeinschaft ihrer Heimat nahm an der Tangihanga (Trauerarbeit) teil. Rihi Puhiwahine Te Rangi-hirawea sang dort mit ihrer ganzen Kunstfertigkeit und Leidenschaft. Anschließend kehrte sie mit ihrem Sohn George nach Ōngarue, 18 km nördlich von Taumarunui, zurück und verbrachte dort ihr Leben bis zu ihrem Tod am 18. Februar 1906. Sie wurde zunächst in dem Ort begraben, später aber auf dem Familienfriedhof Te Takapau-tīraha-o-Tūtetawhā in Ōruaiwi, 13 km ostnordöstlich von Taumarunui, beigesetzt.